# Маунтфілд (Градець-Кралове)
ХК «Маунтфілд» (чеськ. HC Mountfield) — хокейний клуб з м. Градець-Кралове, Чехія. Заснований у 1925 році. 
Виступає у чемпіонаті Чеської екстраліги.
Домашні ігри команда проводить на ЧПП Арені (6890). Офіційні кольори клубу червоний, білий і чорний.

## Колишні назви
- БК Градець-Кралове (1926–1948)
- Сокол  Шкода Градець-Кралове (1948–1952)
- Спартак Градець-Кралове ЗВУ (1952–1976)
- ТЮ Стадіон Градець-Кралове (1976–1992)
- ХК Стадіон Градець-Кралове (1992–1994)
- ХК Лев Градець-Кралове (1994–2000)
- ХК Градець-Кралове (2000–2003)
- ХК ВЧЕ Градець-Кралове (2003–2007)
- ХК ВЦЕС Градець-Кралове (2007–2012)
- Краловшти Іві Градець-Кралове (2012–2013)
- ХК Маунтфілд (з 2013)

## Історія
Клуб заснований в 1925 році. За часів Чехословаччини виступав у нижчих лігах та досить часто змінював назви.
У 2013 році команда отримала сучасну назву відокремившись від клубу Мотор (Чеське Будейовіце). У клубу також з'явився надійний спонсор пивна компанія Radegast, влітку того ж року команда отримала ліцензію для виступу в Чеській екстралізі.

## Досягнення

### Ліга чемпіонів з хокею
- Фіналіст — 2020

## Домашня арена
ЧПП Арена збудована 1957 року. У 1969 збудовано дах, наприкінці 70-х льодовий стадіон реконструйовано до вимог ІІХФ.
У 1980 арена приймала європейський чемпіонат з хокею серед юніорів.
2007 місткість стадіону була зменшена до сучасних 6 890 глядачів.

## Відомі гравці
- Міхал Вондрка
- Філіп Гронек
- Петр Коукал
- Йозеф Палечек
- Карел Піларж
- Томаж Разінгар
- Томаш Ролінек
- Петр Часлава
- Роман Червенка